# Walker Russell (1982)
Walker Dwayne Russell jr. (Rochester, 6 ottobre 1982) è un ex cestista statunitense.
È il figlio di Walker Russell sr. e il nipote di Campy e Frank Russell.

## Palmarès

### Squadra
- Coppa della Repubblica Ceca: 1

ČEZ Nymburk: 2007

### Individuale
- 2 volte miglior passatore NBDL (2009, 2012)